# Nasyp kolejowy

Rodzaje podtorza (tu – dla toru pojedynczego),
u góry (a) – w formie nasypu

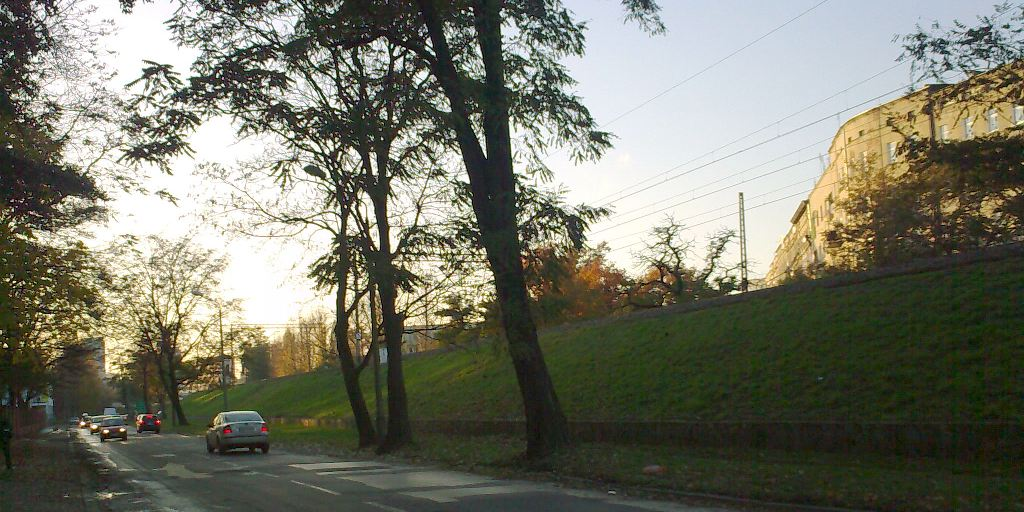
Nasyp kolejowy we Wrocławiu wzdłuż ul. Owsianej

Nasyp kolejowy – element infrastruktury kolejowej (podtorze), służący do przeprowadzenia torów kolejowych (jednego lub kilku) powyżej naturalnego poziomu terenu. Podtorze w formie nasypu jest budowlą ziemną (w odróżnieniu od estakady, mostu i wiaduktu), której zadaniem jest przeniesienie obciążeń wynikających z jej własnego ciężaru, jak i z ciężaru przejeżdżających po torze pociągów.
Konstrukcja nasypów kolejowych muszą spełniać szczegółowe wytyczne, określające zarówno kształt nasypu (m.in. szerokość, nachylenie zboczy w zależności od rodzaju podłoża i wysokości nasypu), jak i pozostałe elementy projektu (rodzaj użytego do budowy poszczególnych warstw nasypu materiału, sposób odprowadzania wody z opadów itp.), opisane w Rozporządzeniu Ministra Transportu i Gospodarki Morskiej z dnia 10 września 1998 r. w sprawie warunków technicznych, jakim powinny odpowiadać budowle kolejowe i ich usytuowanie.